# Goodyera viridiflora
Goodyera viridiflora är en orkidéart som först beskrevs av Carl Ludwig von Blume, och fick sitt nu gällande namn av Carl Ludwig von Blume. Goodyera viridiflora ingår i släktet knärötter, och familjen orkidéer. Inga underarter finns listade i Catalogue of Life.